# Ferry Azalea
Le Ferry Azalea (フェリーあざれあ, Ferī Azarea) est un ferry ayant appartenu à la compagnie japonaise Shin Nihonkai Ferry. Construit entre 1993 et 1994 aux chantiers IHI de Tokyo, il a assuré d'avril 1994 à mars 2017 les liaisons reliant les îles d'Honshū et d'Hokkaidō par la mer du Japon. Cédé en 2017 à l'armateur indonésien Atosim Lampung Pelayaran, il est rebaptisé Mutiara Berkah I et mis en service entre les provinces de Banten et de Lampung. Sa carrière s'interromps brutalement le 6 septembre 2023 lorsqu'il est détruit par un incendie alors qu'il se trouvait au port de Merak.

## Histoire

### Origines et construction
Depuis la fin des années 1980, la compagnie Shin Nihonkai Ferry est en pleine entreprise d'amélioration des conditions de confort et de la qualité de son service à bord de ses navires. Avec la mise en service en 1987 du premier ferry proposant des prestations de qualité supérieure par la compagnie Taiheiyō Ferry, opérateur desservant les liaisons entre Honshū et Hokkaidō par la côte Pacifique, Shin Nihonkai a alors pris la décision d'opérer une montée en gamme dans les aménagements de sa flotte avec tout d'abord la construction du New Akashia en 1988, la transformation en 1990 des navires Ferry Lilac, New Hamanasu et New Shirayuri, puis finalement la mise en service du Ferry Lavender, sister-ship du New Akashia, en 1991. Mais malgré ces efforts, il apparaît que l'écart de confort subsiste toujours au sein de la flotte et que la clientèle se révèle de plus en plus exigeante. Cette situation encourage alors la compagnie à poursuivre le renouvellement de la flotte. La construction de deux unités neuves destinées à remplacer les jumeaux New Hamanasu et New Shirayuri entre Niigata et Otaru est donc décidée par la direction. Toutefois, en raison de leur mise en service relativement récente, il est prévu que ces deux navires soient conservés et exploités sur une liaison inédite reliant simultanément Tsuruga, Niigata et Akita au port de Tomakomai, au sud de Sapporo.
Baptisés Ferry Azalea et Ferry Shirakaba, les futurs navires sont commandés aux chantiers IHI de Tokyo. Conçus sur la base des New Akashia et Ferry Lavender, ils se démarquent cependant de leurs aînés par leurs aménagements intérieurs dont la qualité et le confort sont revus à la hausse. La conception plus aboutie de ces locaux perfectionne les standards de la compagnie avec une surface consacrée bien plus grande, ce qui permet entre autres l'accroissement de la capacité d'emport. Quelques éléments sont néanmoins supprimés tels que la piscine extérieure, présente sur les précédents navires et remplacée là par deux bains à remous, ainsi que l'absence d'une porte rampe avant. Les capacités fret et véhicule restent quant à elles similaires à celles du New Akashia et du Ferry Lavender, de même que l'appareil propulsif, toutefois plus récent, qui peut tout de même atteindre des vitesses de l'ordre de 26 nœuds.
La construction du Ferry Azalea débute 2 juillet 1993 à Tokyo. Le navire est ensuite lancé 1er octobre puis achevé durant les mois suivant. Il est livré à Shin Nihonkai le 15 avril 1994.

### Service

#### Shin Nihonkai Ferry (1994-2017)
Le Ferry Azalea est mis en service le 26 avril 1994 entre Niigata et Otaru. Il est rejoint en juillet par son sister-ship le Ferry Shirakaba.
En 2002, le navire et son jumeau sont remplacés par les récents Lilac et Yuukari et transférés en conséquence sur la ligne Tsuruga - Niigata - Akita - Tomakomai.
Ces mêmes navires les remplaceront de nouveau en 2017 à la suite de l'entrée en flotte du Lavender et de l‘Azalea. Le Ferry Azalea réalise ainsi sa dernière traversée pour le compte de Shin Nihonkai le 13 mars 2017 avant d'être désarmé à Aioi. Le 22 mars, il est vendu à la société indonésienne Atosim Lampung Pelayaran (ALP).

#### Atosim Lampung Pelayaran (2017-2023)
Réceptionné par son nouvel armateur, le navire quitte le Japon sous le nom de Mutiara Berkah I. Arrivé en Indonésie, il est mis au standards de son nouvel exploitant et repeint avec une livrée copiée sur celle de la compagnie japonaise Meimon Taiyō Ferry, à qui ALP avait acheté un navire et l'avait mis en service en conservant ses couleurs. Le Mutiara Berkah I arbore ainsi une coque bleue avec l'inscription « City Line » et une cheminée rouge avec le logo ALP. Il entame ensuite sa nouvelle carrière courant 2017 en reliant les provinces de Banten et de Lampung.
Le 6 septembre 2023, le Mutiara Berkah I se trouve amarré à un quai du complexe portuaire Indah Kiat Pulp and Paper à Merak. Vers 10h50, alors que les opérations commerciales sont achevées et le navire prêt à appareiller à destination de Panjang avec à son bord 159 personnes et 135 véhicules, un camion stationné au niveau de la poupe s'embrase, provoquant un incendie. Tandis que les flammes se propagent aux autres véhicules au sein du garage et qu'une épaisse fumée commence à se dégager de toutes les ouvertures du navire, les passagers sont évacués au moyen d'une grue et rapidement pris en charge. Aucune victime n'est à déplorer parmi les personnes présentes à bord, bien que quatorze d'entre elles aient été intoxiquées par les fumées et transportées à l'hôpital. Le Mutiara Berkah I est pour sa part entièrement ravagé par les flammes à mesure que les heures passent. Malgré l'intervention de cinq bateaux-pompe, quinze camions de pompier et deux camions-citerne, le manque d'eau ainsi que de fortes rafales de vent compliquent l'intervention des pompiers qui, pour ne rien arranger, ne peuvent monter à bord en raison de la fumée et de la température,.

## Aménagements
Le Ferry Azalea possède 8 ponts. Si le navire s'étend en réalité sur 10 ponts, deux d'entre eux sont inexistants au niveau des garages afin de permettre au navire de transporter du fret. Du point de vue commercial, la numérotation des ponts débute à partir du pont garage inférieur (correspondant au pont 1). Les locaux passagers occupent les ponts 3, 4 et 5 tandis que l'arrière du pont 3 est consacré à l'équipage. Les ponts 1, et 2 et 3 abritent quant à eux les garages.

### Locaux communs
Les installations du Ferry Azalea se situent pour la plupart à l'arrière du pont 4. Les passagers ont à leur disposition un restaurant, un grill, un café ainsi qu'un espace extérieur. 
Parmi les installations se trouve :
- Le café Oblique : le bar principal du navire situé à la poupe du côté tribord ;
- Le restaurant Triangle : restaurant du navire situé au milieu du navire ;
- Le grill Rectangle : situé à bâbord au niveau de la promenade interne ;
- Le salon Pentagone : situé à l'avant au pont 4, offre une vue sur la navigation.
- Le fumoir Cercle : salon fumeur situé à l'avant au pont 3.

En plus de ces principaux aménagements, le navire propose également sur le pont 5 une salle de télécinéma, sur le pont 4 deux bains publics (appelés sentō), l'un pour les hommes, l'autre pour les femmes à bâbord, une boutique, une salle de jeux vidéos ainsi que deux bains à remous à l'extérieur à l'arrière du pont 4.

### Cabines
À bord du Ferry Azalea, les cabines sont répartis en quatre catégories selon le niveau de confort. Ainsi, le navire est équipé de quatre suites d'une capacité de deux personnes, 28 cabines luxe à deux de catégorie B, 49 cabines standards de catégorie B à deux et 20 à quatre, 12 dortoirs à 24, un à 42 et 16 à 18.

## Caractéristiques
Le Ferry Azalea mesure 195,50 mètres de long pour 29,40 mètres de large, son tonnage est de 20 554 UMS (ce qui n'est pas exact, le tonnage des car-ferries japonais étant défini sur des critères différents). Il peut embarquer 926 passagers et possède un spacieux garage pouvant embarquer 186 remorques et 80 véhicules. Le garage est accessible par l'arrière au moyen de deux portes rampe latérales, l'une à tribord au niveau du garage inférieur et l'autre à tribord au niveau du garage supérieur et d'une rampe axiale. La propulsion du Ferry Azalea est assurée par deux moteurs diesel Diesel United 9PC40L (licence du constructeur français SEMT Pielstick au Japon) développant une puissance de 23 820 kW entrainant deux hélices à pas variables faisant filer le bâtiment à une vitesse de 26 nœuds. Il est en outre doté de deux propulseurs d'étrave ainsi que d'un stabilisateur anti-roulis. Les dispositifs de sécurité sont essentiellement composés de radeaux de sauvetage mais aussi d'une embarcation semi-rigide de secours.

## Lignes desservies
De 1994 à 2003, le Ferry Azalea était affecté principalement entre Niigata et Otaru. Il a ensuite desservi jusqu'en 2017 la ligne Tsuruga - Niigata - Akita - Tomakomai.
À partir de 2017, il est positionné sur les lignes reliant les provinces indonésiennes de Banten et de Lampung entre Panjang et Merak.